# Setophaga striata
La parula di Blackpoll (Setophaga striata (Forster, 1772)), conosciuta anche come dendroica striata o parula capinera, è un uccello passeriforme appartenente alla famiglia dei Parulidae e originario dell'America del Nord. Nell'aprile 2015, la rivista scientifica Biology Letters ha svelato le straordinarie capacità migratorie di questo piccolo uccello: infatti esso è capace di migrare dal Canada fino ai Caraibi, sorvolando l'oceano per oltre 2800 chilometri . Lo studioso Ryan Norris dell'Università di Guelph in Ontario ha espresso il suo convincimento dicendo che si tratta di uno delle più straordinarie prodezze migratorie mai studiate.